# Тимчак, Нина Петровна
Нина Петровна Тимчак (род. 1950, Крутенькое, Одесская область) — украинский советский деятель, бригадир тракторно-полеводческой бригады совхоза «Краснопольский» села Краснополье Березанского района Николаевской области. Депутат Верховного Совета СССР 9-10-го созывов.

## Биография
Родилась в крестьянской семье. Трудовую деятельность начала в 1965 году в колхозе «Ленинский путь» Голованевского района Кировоградской области.
В 1969 году окончила Мигиивський совхоз-техникум Николаевской области.
С 1969 года — агроном-семенник, с 1971 года — бригадир тракторно-полеводческой бригады совхоза «Краснопольский» села Краснополье Березанского района Николаевской области.
Член КПСС с 1974 года.
Окончила заочно Одесский сельскохозяйственный институт.
Потом — на пенсии в селе Краснополье Березанского района Николаевской области.

## Награды
- орден Ленина
- орден Трудового Красного Знамени
- медали